# Gyrokarpus

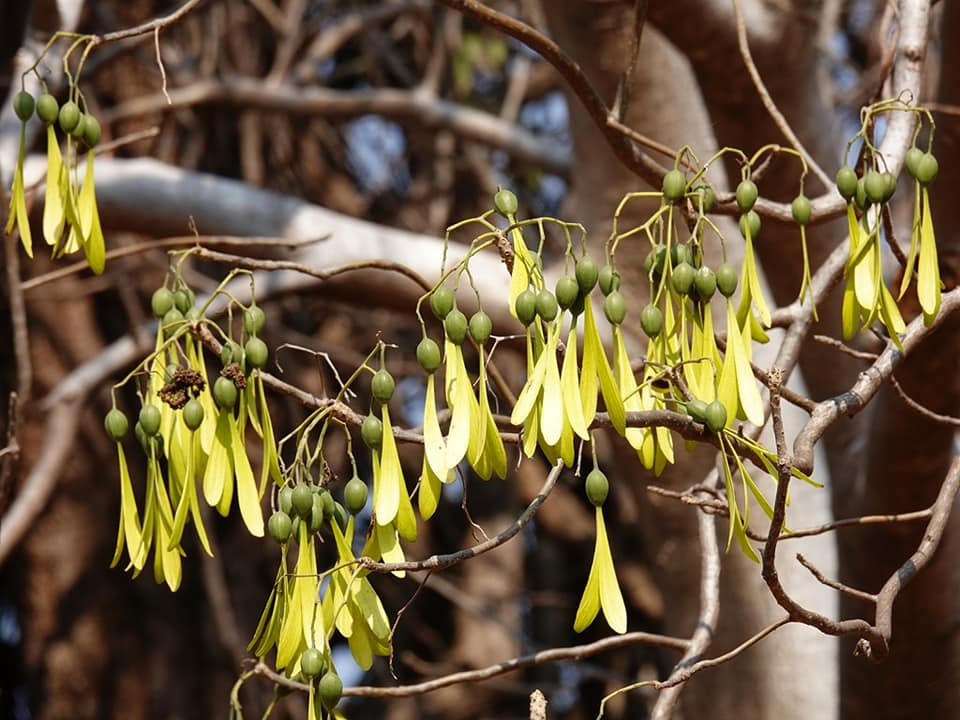
Větev gyrokarpusu amerického s plody

Gyrokarpus (Gyrocarpus), česky též víroplod, je rod rostlin z čeledi stukačovité. Jsou to opadavé keře a stromy s jednoduchými listy s dlanitou žilnatinou a drobnými květy v bohatých květenstvích. Plodem je oříšek se 2 dlouhými křídly. Rod zahrnuje 5 druhů a je zastoupen v tropech všech kontinentů. Nejznámějším zástupcem je gyrokarpus americký.

## Popis
Gyrokarpusy jsou opadavé stromy nebo keře s jednoduchými, celistvými nebo troj až pětilaločnatými listy s dlanitou žilnatinou. Květy jsou velmi drobné, oboupohlavné nebo oboupohlavné a samčí, uspořádané v bohatých, vrcholových nebo úžlabních složených květenstvích. Okvětí je většinou složeno ze 7 (řidčeji 4 až 8) okvětních lístků. V průběhu vytváření plodu se v oboupohlavných květech 2 z nich zvětšují a formují se v dlouhá křídla. Tyčinek je 4 až 7, střídají se se staminodii a v samčích květech jsou nápadnější než v oboupohlavných. Plodem je oříšek se 2 dlouhými křídly (pseudosamara). Oplodí je tlusté a tvrdé.

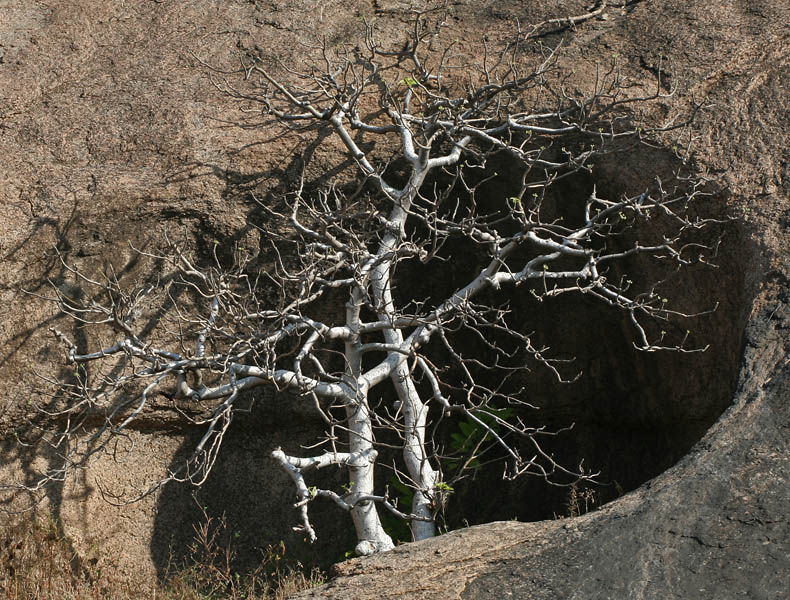
Opadaný gyrokarpus americký v Indii
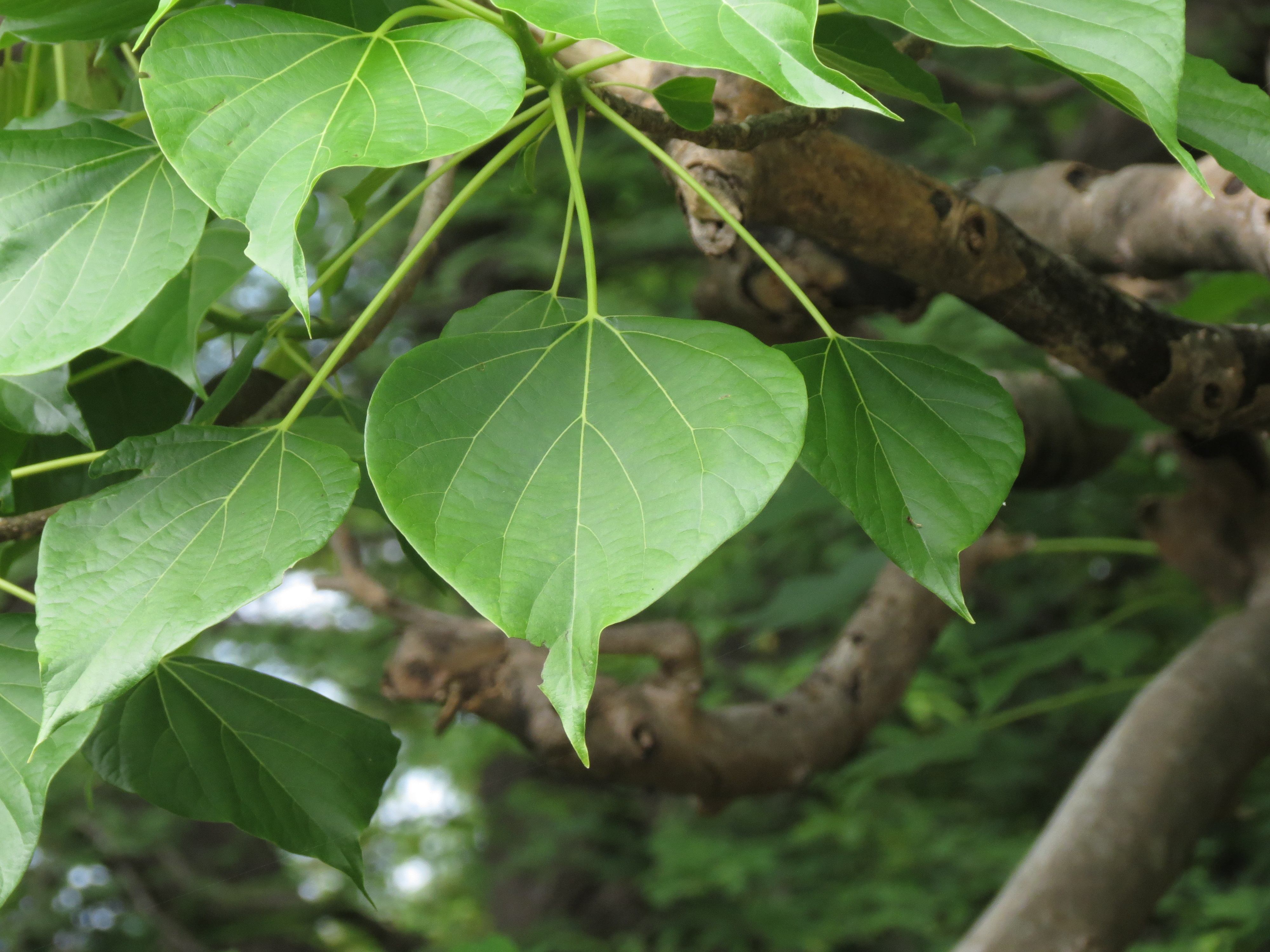
Listy gyrokarpusu amerického
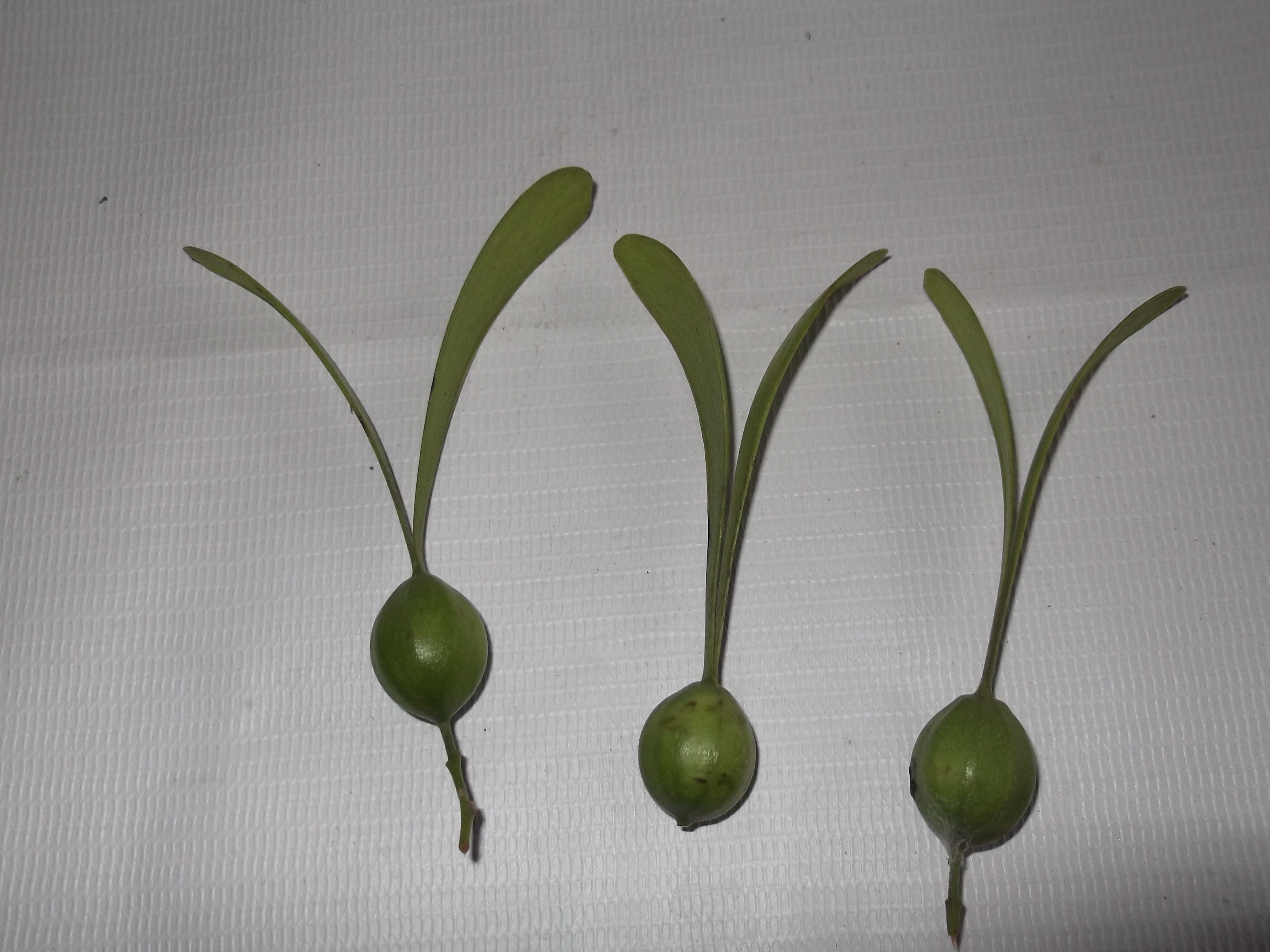
Plody gyrokarpusu amerického

## Rozšíření
Rod gyrokarpus zahrnuje 5 druhů. Je zastoupen v tropech všech kontinentů. Největší areál má gyrokarpus americký (Gyrocarpus americanus), který se vyskytuje ve východní tropické Africe, Indii,
některých oblastech jihovýchodní Asie, na Nové Guineji, v Austrálii, Tichomoří a v tropické Americe od Mexika po Kolumbii a Venezuelu a ve východní Brazílii. Zbývající druhy jsou svým výskytem omezeny na jediný kontinent. Gyrocarpus jatrophifolius a G. mocinoi rostou v Mexiku a Střední Americe, G. hababensis a G. angustifolius v tropické východní a severovýchodní Africe.
Gyrokarpusy rostou na otevřených a často skalnatých stanovištích, ve světlých nebo opadavých lesích, někdy i v tropických deštných lesích a na mořském pobřeží. Gyrokarpus americký je rozšířen v oblastech s monzunovým klimatem, roste často i při mořském pobřeží a na savanách.

## Ekologické interakce
Květy gyrokarpusů jsou drobné a nevonné a jsou pravděpodobně opylovány větrem. Plody jsou křídlaté, po uvolnění rychle rotují a mohou se na krátké vzdálenosti šířit větrem. Plody gyrokarpusu amerického jsou roznášeny mořskými proudy. Vlivem houbovitého osemení vzplývají na hladině a v mořské vodě si podrží klíčivost po několik měsíců. Tvrdé oplodí chrání semena před účinky mořské vody. S tímto způsobem šíření souvisí rozsáhlý areál tohoto druhu. Druh G. jatrophifolius má naproti tomu oplodí papírovité a není adaptován na šíření mořskou vodou.

## Taxonomie
Rod Gyrocarpus je v rámci čeledi Hernandiaceae řazen spolu s rodem Sparattanthelium do podčeledi Gyrocarpoideae. V minulosti byl někdy řazen do samostatné čeledi, Gyrocarpaceae.

## Zástupci
- gyrokarpus americký (Gyrocarpus americanus)